# Петербурзький (спортивно-концертний комплекс)

Спортивно-концертний комплекс «Петербурзький», СКК (рос. Спортивно-концертный комплекс «Петербургский») — крита спортивно-видовищна споруда, що була розташована в Санкт-Петербурзі, Росія. СКК був одним з найбільших спортивних об'єктів такого типу в Європі. Завершення комплексу відбулося в 1979 році, а відкриття — 19 травня 1980 року. Під час концертів він вміщував до 20 000 чоловік. Крім концертів арена використовувалася для різних видів спорту, зокрема тенісу. На СКК проходили змагання з боулінгу, фехтування, футболу, хокею, а також деякі торгові ярмарки. Тут відбувалися концерти всесвітньо відомих музикантів, зокрема Depeche Mode, Aerosmith, Muse, Мадонна. СКК було закрито в вересні 2019 року та знесено в січні 2020.

## Історія

### Передісторія проєкту
Про будівлю, яка б замикала Алею Героїв Московського парку Перемоги, думали ще в 1950-ті роки. Так, по одному з проєктів тут планувалося побудувати висотний будинок типу сталінської висотки, але смерть Йосипа Сталіна і прихід до влади  Микити Хрущова зробили ці плани нездійсненними.

### Проєктування і початок будівництва СКК
Про будівництво в Ленінграді великого спортивного комплексу думали давно. До того часу всі існуючі криті манежі перестали задовольняти бажанням трудящих. Тоді ж, на початку 1960-х, почалося проєктування споруди великого критого манежу на території між Кузнецовсько. вулицею, Наримським проспектом (нині пр. Ю. Гагаріна), Басейою вулицею і безіменним проїздом (нині пр. Космонавтів). Однак всерйоз взялися за розробку лише в кінці 1960-х років. Будівництво було розпочато в 1970 році.

### Будівництво СКК
Спочатку СКК будувався до  Московської Олімпіади. Проєкт будівлі розробили радянські фахівці — представники ЛенЗНІІЕПА на чолі з архітекторами Баранов, М. В. Барановим, І. М. Чайко і головним спеціалістом по конструкціях О. А. Курбатовим, а виконав будівництво трест № 16 Главленінградстроя під керівництвом головного інженера А. В. Яхонтова. Будівля була побудована з вітчизняних матеріалів. Будівництво було закінчено в кінці 1979 рокуа. СКК відкрили 19 травня 1980 року перед  Олімпіадою-80. Скульптури, виконані В. Л. Рибалко, М. А. Гордієвським і Г. К. Баграмяном, були встановлені перед входом в 1981 році.

### СКК ім В.І.Леніна (1980—1992)
Новий Спортивно-концертний комплекс, якому за традицією дали ім'я вождя світового пролетаріату, став найбільшим спортивним комплексом Ленінграду. У СКК проводилися найбільші спортивні змагання з різних видів спорту. Саме в СКК в 1984 році  «Зеніт» обіграв Харківський «Металіст» з рахунком 4:1, завдяки чому вперше став чемпіоном СРСР з футболу.

### СКК «Петербурзький»
У пострадянський період СКК ім. Леніна перейменували на СКК «Петербурзький» (або Петербурзький СКК). Однак, разом з ім'ям із СКК пішов і спорт. Хоча в перші роки в СКК ще проводилися великі змагання, такі як Ігри доброї волі 1994, та все більше уваги вже приділялося концертам. У 1998 році у тут пройшов фінал Серії Гран-Прі з фігурного катання. Крім того, кожен рік тут проводиться тенісний турнір St. Petersburg Open.
Крім спортивних і концертних заходів у СКК проводилися виставки, ярмарки, наприклад, «Ярмарок нерухомості», «Невський fashion week» та інші.

### Закриття і знесення
Згідно з рішенням конгресу Міжнародної федерації хокею в 2019 році, Санкт-Петербург було затверджено місцем проведення чемпіонату світу з хокею в 2023 році. Головною ареною пропонувалося зробити ще не побудований стадіон на місці старого зношеного СКК. Компанія «Лайфкволіті Еволюшн» розробила проєкт нової арени. Проте його було розкритиковано архітектурною спільнотою і постановлено реконструювати комплекс. Згодом було затверджено, що доцільніше знести СКК і збудувати на його місці новий, зовні подібний до старого. Для покриття витрат пропонувалося забудувати територію скверу біля СКК житловим масивом, але міська влада й жителі Санкт-Петербурга виступили за збереження скверу. В вересні 2019 СКК було закрито.
Попри протести громадськості, знесення арени розпочалося 31 січня 2020 року. В ході демонтування даху сталося його незаплановане цілковите обрушення, що спричинило і руйнування стін. Всього було обрушено близько 80% несучих конструкцій, один з робітників загинув. Причиною став вибір хибного порядку демонтажу тросів, які утримували дах, і порушення правил техніки безпеки демонтажниками.

## Архітектура

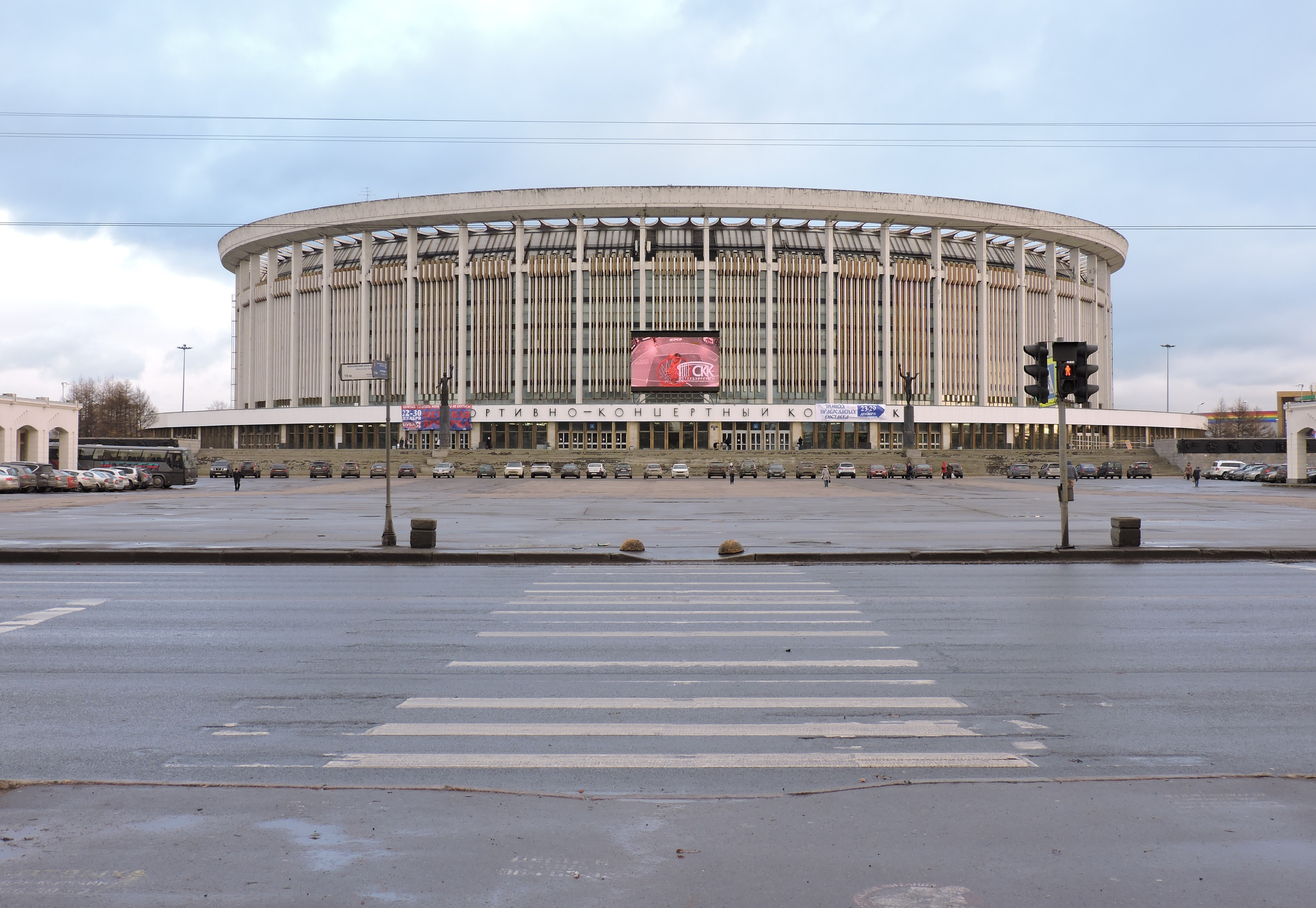
Вид на фасад СКК, 2015 рік

### Зовнішній вигляд
СКК знаходився в центрі великого поля і мав вигляд широкого циліндра в стилі неоконструктивізму з вертикальними ребрами. Дах являв собою мембрану, підвішену до несучого залізобетонного кільця за металеві троси.
Центральний вхід був звернений до Парку Перемоги, від нього тягнеться викладена асфальтом доріжка, яка є своєрідним продовженням Алеї Героїв, по обидві сторони якої розташовані каси спорткомплексу. Потім доріжка переходить у трискатні сходи, по обидва боки яких знаходяться скульптури «Спорт» та «Мистецтво», виконані В. Л. Рибалко, Г. К. Баграмяном і М. А. Гордієвським. Їх висота складає 9 м. На стінках тераси, утвореної центральним входом, розміщені рельєфи на ті ж теми. Над входом було встановлено цифрове табло.

### Технічні характеристики
Місткість залу — 25 тисяч глядачів (20 000 сидячих місць). Висота основної частини 40 метрів, її діаметр 160 метрів, діаметр цокольної частини — 193 метри.

### Архітектори
Проєкт СКК склали архітектори І. М. Чайко, М. В. Баранов, Ф. Н. Яковлєв, Н. А. Владислав'єва, інженер проекту А. П. Морозов.

## Перспективи
При будівництві СКК був створений проєкт другої черги, який передбачав будівництво критого тренувального хокейного поля, відкритого і критого басейнів, додаткових господарських будівель, а також комплексне озеленення кварталу. Однак, цей етап не був здійснений. В наступні роки неодноразово виникали проєкти розвитку комплексу, але вони так і не були реалізовані.
Згідно з проєктом «ГорКапСтрой», що займається будівництвом нового комплексу, площа всього об'єкта складе 167 тис. м2, висота — 49 метрів. Місткість складе 21,5 тисяч осіб під час хокейних матчів, 23 тисячі — під час концертів. Принциповою відмінністю нового комплексу стане наявність вертикальних ребер, що нагадують хокейні ключки. В новому комплексі використовуватиметься більше скла. Медіафасад вирішили зменшити в розмірах, а над вхідною групою комплексу з'явиться хвилеподібний козирок. Перед СКК буде розташовуватися велика площа з елементами озеленення і клумбою в формі хокейної «шайби». Колірна гамма майбутнього комплексу — білосніжно-сірі відтінки. У нічний час будівлю по всьому периметру буде оточувати «холодне» блакитне підсвічування. Всього у будівлі буде вісім поверхів з одним підземним рівнем, де розташують автопарковку.

## Площа перед СКК
Площа, розташована між пр. Ю. Гагаріна і сходами також була місцем проведення різноманітних заходів, таких як:
- Фестиваль «РокОтБалтики»
- Вшанування гравців футбольного клубу «Зеніт» (Санкт-Петербург) як чемпіонів Росії з футболу в прем'єр-лізі-2007
- Проведення автомобільного ралі-спринту в рамках щорічної автовиставки «Світ Автомобіля»

## Концерти
В СКК «Петербурзький» виступали відомі радянські і російські артисти, наприклад, Алла Пугачова, Юрій Антонов. Проводили творчі вечори Геннадій Хазанов, Михайло Жванецький.
На арені виступали такі зірки світової естради, як Мірей Матьє, Хуліо Іглесіас, Тото Кутуньйо, Дін Рід, Modern Talking, Патрісія Каас, Мілен Фармер.
Серед сучасних російських виконавців тут виступали t.A.T.u., ДДТ. Останнім часом в СКК проводяться переважно рок-концерти, а також концерти найвідоміших у світі поп-виконавців. В СКК виступали Aerosmith, Depeche Mode, Muse, Linkin Park, Black Sabbath, Iron Maiden, Metallica, Rammstein, Placebo, 30 Seconds to Mars, Роджер Вотерс, Шакіра, Lady Gaga, Джастін Бібер.
У 2012 році в рамках The MDNA Tour в СКК «Петербурзький» дала концерт найуспішніша співачка сучасності Мадонна.